# Antacidi
Antacidi (eng. "anti" = protiv, "acid" = kiselina) bazični su anorganski spojevi koji neutraliziraju klorovodičnu kiselinu u želučanom soku. Koriste se za prevenciju i olakšanje boli kod gastritisa, peptičkog čira, dispepsije i GERB-a. Antacidi ne smanjuju količinu izlučene klorovodične kiseline već samo neutraliziraju izlučenu (povećanu) količinu, a porast pH vrijednosti može uzrokovati još jače lučenje te kiseline i pepsina. Ali ovo je tek rijetka pojava i to nakon velikih doza kalcijeva karbonata.
Obično se uzimaju između jela ili prije spavanja kad se obično očekuje pojava boli u želucu (po potrebi).

## Karakteristike
Kao antacidi koriste se magnezijeve, natrijeve, kalcijeve i aluminijeve soli karbonata, silikata ili hidroksidi.
Ponekad su u pitanju jednostavne soli (ne kombinacije) kao što je natrijev hidrogenkarbonat i kalcijev karbonat, međutim kombinacijom soli postiže se bolji učinak uz manje nuspojava. Primjerice, aluminijeve soli izazivaju opstipaciju (zatvor stolice) dok magnezijeve soli djeluju laksativno (suprotno aluminijevim solima). Kombinacija magnezijevih i aluminijevih soli imat će manje nuspojava nego pojedinačno. Druga prednost kombinacija soli je u tome da se sporo djelujuće aluminijeve soli kombiniraju s brzo djelujućim magnezijevim solima pa se time dobiva pripravak brzog nastupa i dugog djelovanja. 
Kod alumosilikatnih spojeva ima još jedna važna karakteristika: stvara se gelasta masa bazičnog karaktera koja oblaže unutrašnjost želuca i učinkovito štiti od prevelike kiselosti. Kod takvih gelova je u mehanizam zaštite želučane sluznice osim kemijske neutralizacije uključen i fenomen apsorpcije vodikovih iona u gelastu strukturu što dodatno smanjuje pH na samoj površini želučane stijenke.
Kod nekih pripravaka antacidi se kombiniraju sa simetikonom ili alginatima što uzrokuje stvaranje pjenastih gelova koji apsorbiraju višak plinova i sprječavaju vraćanje želučanog sadržaja u jednjak (kod GERB-a).
Kalcijev karbonat i natrijev hidrogenkarbonat antacidi su brzog učinka, ali se mogu samo kratko koristiti, jer mogu izazvati opstipacije pa čak i pojačano lučenje želučane klorovodične kiseline, a također i pojavu alkaloze u organizmu. Natrijev hidrogenkarbonat sadržava natrij što predstavlja problem kod osoba koje ne smiju unositi puno natrija - osobe koje pate od hipertenzije, oboljeli od ciroze, bubrežni bolesnici.
Svi antacidi stupaju u interakciju s velikim brojem lijekova bilo zbog stvaranja netopivih soli bilo zbog promjena pH želuca. Stoga bi dodatne lijekove trebalo uzimati 2-3 sata prije ili nakon uzimanja antacida.